# Teton megye (Montana)
Teton megye az Amerikai Egyesült Államokban, azon belül Montana államban található. Megyeszékhelye és legnagyobb városa Choteau. Lakosainak száma 6226 fő (2020. április 1.). Teton megye Pondera, Cascade, Lewis and Clark, Flathead és Chouteau megyékkel határos.

## Népesség
A megye népességének változása:
| Lakosok száma | 6078 | 6073 | 6051 | 6065 | 6104 | 6226 |
|               | 2010 | 2011 | 2012 | 2013 | 2015 | 2020 |